# Đình Tây Đằng
Đình Tây Đằng là một đình làng ở thị trấn Tây Đằng, huyện Ba Vì, thành phố Hà Nội, Việt Nam. Đình gồm ngôi đình, tả và hữu mạc, sân đình, cổng đình, hồ bán nguyệt. Đây cũng là một di tích quốc gia đặc biệt của Việt Nam được xếp hạng đợt 4.
Không rõ đình Tây Đằng được xây dựng vào năm nào. Trên một đầu cột của đình có ghi hàng chữ Quý Mùi niên tạo, nhưng lại không ghi niên hiệu. Ngày nay phần lớn các nhà nghiên cứu ở Việt Nam cho rằng đình Tây Đằng có niên đại khởi dựng vào thời nhà Mạc còn nắm quyền ở Thăng Long (khoảng thời gian rộng hơn có thể là trong thời kỳ văn hóa Lê–Mạc). Các hoa văn mang phong cách cuối thời Lê Sơ (thế kỷ 16), song một số hình rồng lại mong phong cách thời Trần.
Ngôi đình Tây Đằng gồm có kết cấu trồng rường giá chiêng, gồm 5 gian. Có 8 hàng cột ngang và 6 hàng cột dọc, tổng cộng là 48 cây cột gỗ trong đó những cây cột lớn nhất có đường kính lên tới 80 cm. Các cây cột này đỡ hệ mái lợp ngói có các đầu đao cong trang trí hình rồng, phượng, lân, rùa bằng đất nung. Xung quanh để trống chứ không làm tường. Các chi tiết chạm khắc trên các phần gỗ theo nhiều đề tài khác nhau.
Tả mạc và hữu mạc là hai ngôi kiến trúc ở hai phía sân trước ngôi đình. Cổng đình gồm 5 cây cột, không có mi. Trên đỉnh cột có trang trí hình lân. Cổng đình rộng theo cả chiều ngang của sân đình từ tả mạc sang hữu mạc.
Đình vừa là nơi làm việc của các chức sắc và những người có ảnh hưởng trong làng, vừa là nơi tổ chức các lễ hội của làng, vừa là nơi thờ các thành hoàng của làng (gồm Sơn Tinh, Thánh Gióng, và Thần Nông).

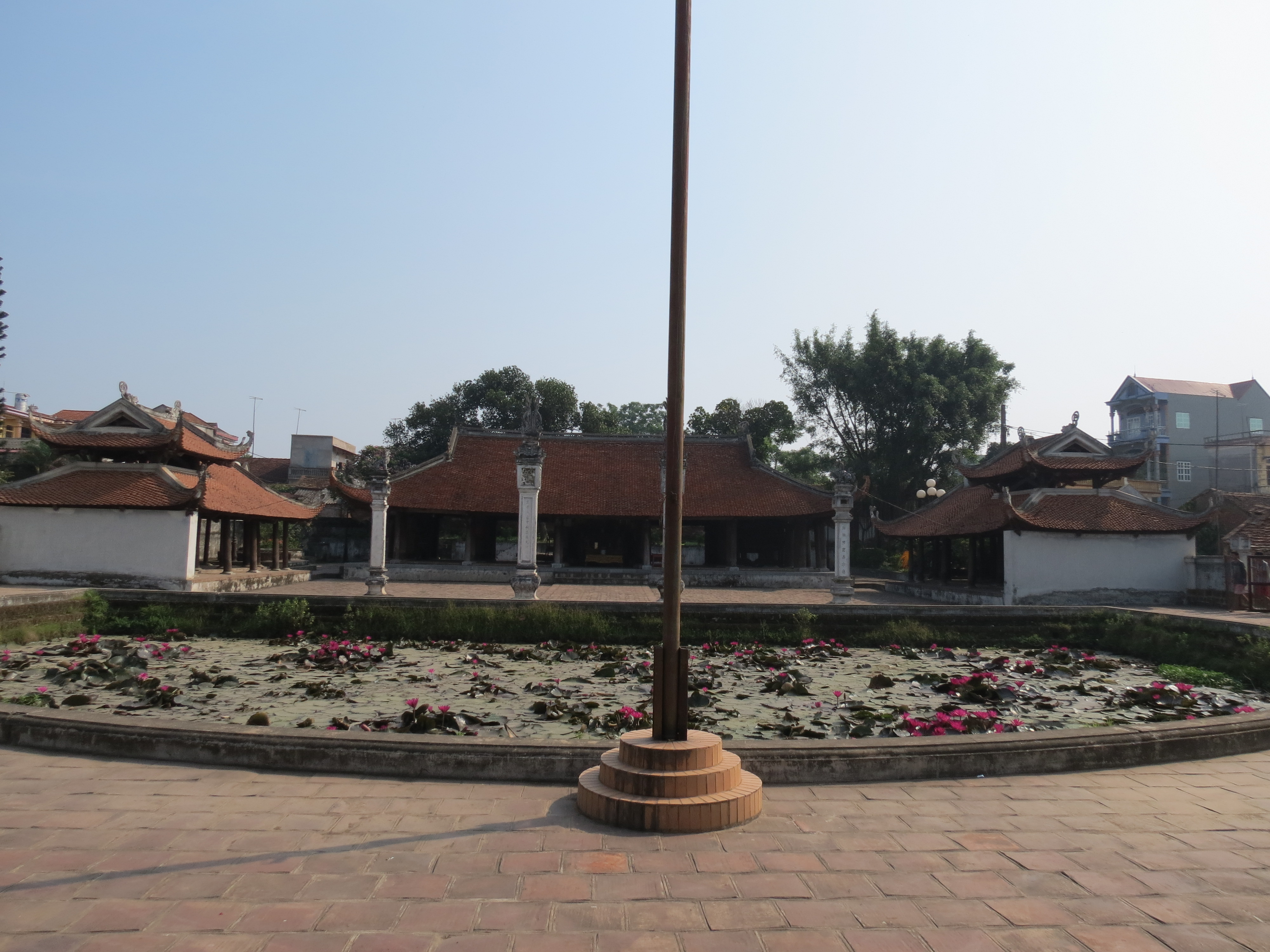
Quang cảnh đình Tây Đằng
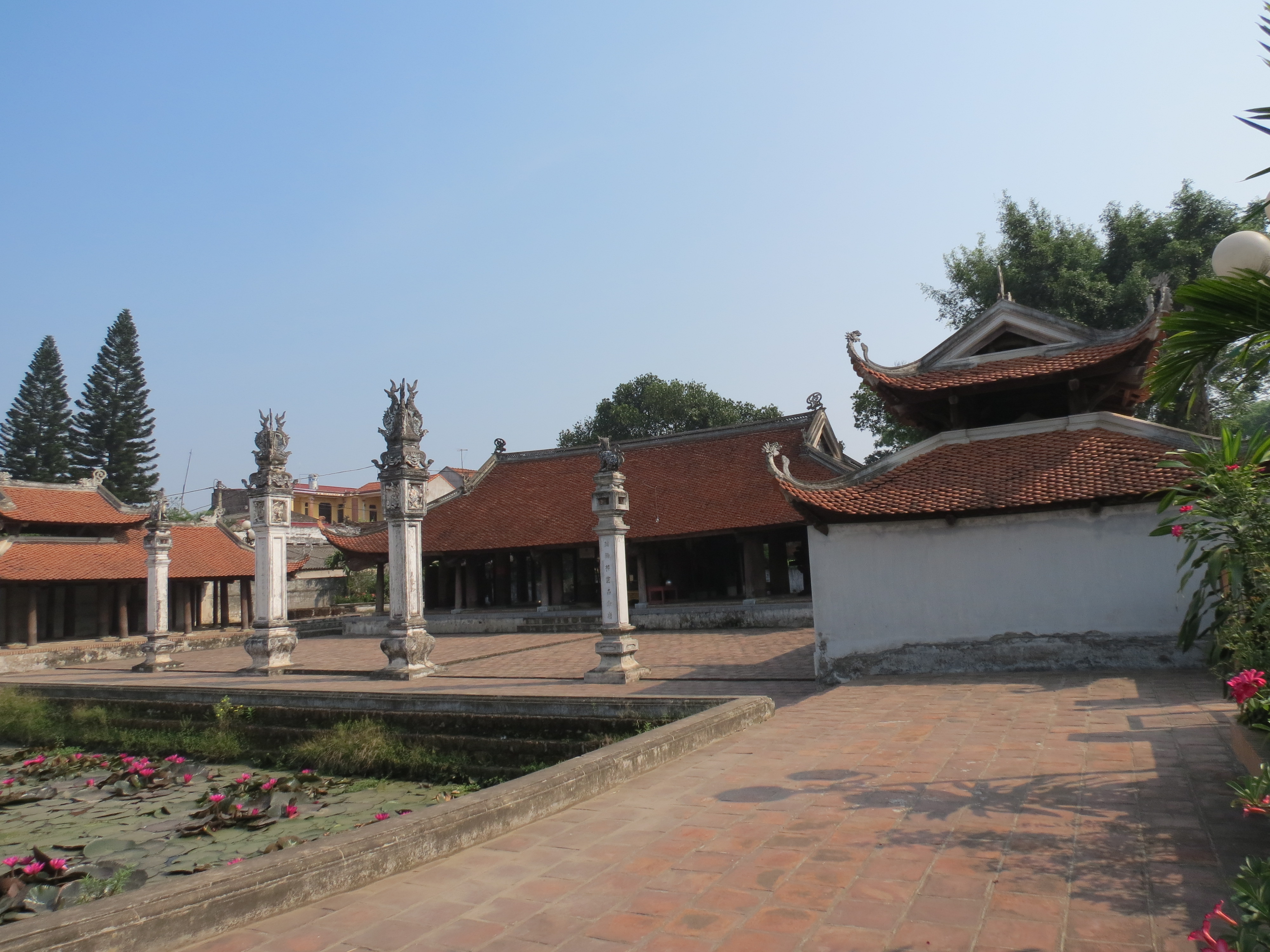
Lối vào đình Tây Đằng
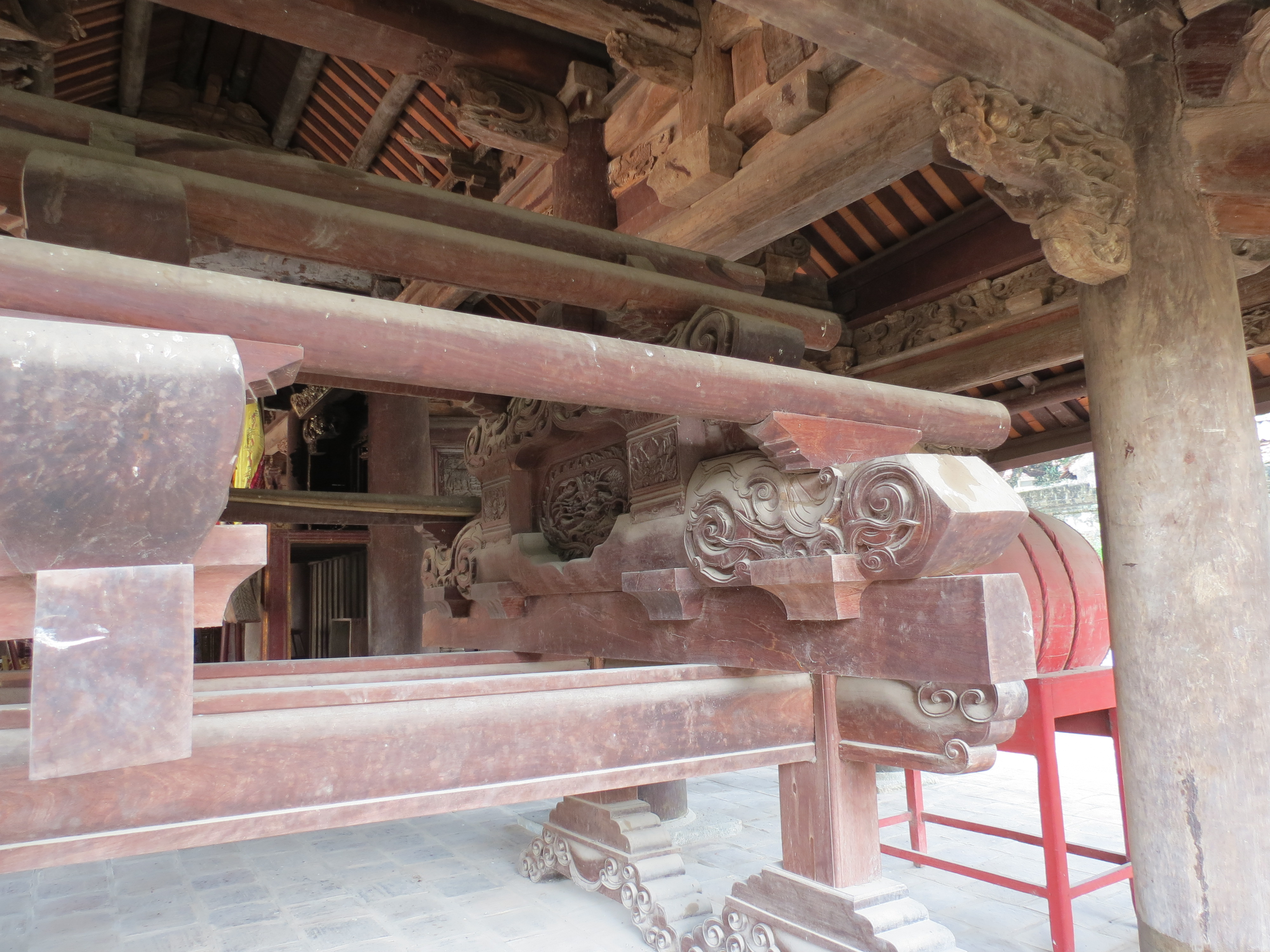
Phần cột kèo này nhà thầu đã làm mới, do dư luận nên phải phục chế cái cũ. đồ mới này hiện để lưu không trong đình.